# Strupcancer
Strupcancer eller larynxcancer är cancer på stämbanden eller i struphuvudet.

## Orsak och riskfaktorer
Strupcancer beror oftast på skivepitelcancer då cancercellen är ett carcinom som utgår från skivepitelceller, vilket står för uppåt 95 % av samtliga fall av strupcancer. Andra former är adenocarcinom, sarkom, lymfom, och myelom.
Riskfaktorer för att utveckla strupcancer är rökning, att utsättas för luftburna cancerogena ämnen, dåliga matvanor och vitaminbrist, sura uppstötningar, och stor alkoholkonsumtion. Många personer med strupcancer är smittade med HPV. Risken ökar också om familjemedlemmar haft strupcancer eller också möjligen coloncancer och njurcancer. Vissa fall verkar vara oberoende av rökning, men i de flesta fall är risken tydligt större om man röker.

## Symptom
Symtom på strupcancer är heshet och andra röstförändringar som kvarblir i över tre veckor, svårigheter att svälja (dysfagi), viktminskning, svårigheter att andas (dyspné), och långvarig hosta. Personer kan också ha ont i öronen.

## Behandling
Standardbehandlingen har i äldre tider varit laryngektomi, men numera behandlas den främst med kemoterapi och radioterapi, och endast i ungefär hälften av fallen med kirurgi.

## Epidemiologi
Strupcancer har en uppskattad incidens på 2,1 per 100 000 invånare och år globalt. Globalt upptäcks ungefär 150 000 nya fall årligen.